# Standseilbahn Eschberg
| Streckenlänge:                                                                                                  | 0.502 km            |                     |                     |
| Spurweite: | 1000 mm (Meterspur) |                     |                     |
| |                     |                     |                     |
| Verladestation-Steinbruch                                                                                       |                     |                     |                     |
| \| \| 0.000 \| Steinbruch Eschberg \| Steinbruch Eschberg \| \| \| 0.502 \| Verladestation \| Verladestation \| |                     |                     |                     |
| Kopfbahnhof Streckenanfang (Strecke außer Betrieb)                                                              | 0.000               | Steinbruch Eschberg | Steinbruch Eschberg |
| Kopfbahnhof Streckenende (Strecke außer Betrieb)                                                                | 0.502               | Verladestation      | Verladestation      |

Auf den Saarbrücker Stadtteil Eschberg führte früher eine meterspurige Standseilbahn. Diese diente dem Transport von Personen und Gütern zum Steinbruch am Süden des Berges.

## Geschichte
Seit etwa 1870 gab es am Norden des heutigen Saarbrücker Zoos einen Steinbruch. Da der Hang zum Steinbruch sehr steil war, war die Beförderung von Arbeitern und Gütern zum Steinbruch mühseelig. Als Lösung des Problemes baute man um 1895 eine Standseilbahn, diese konnte Personen und Güter gut transportieren. Es handelte sich um eine Wasserballastbahn mit einem Wagen. 1926 wurde der Betrieb des Steinbruchs eingestellt, die Arbeiter wurden entlassen und die Standseilbahn stellte ihren Betrieb ein. Die Gleise wurden fast komplett entfernt, einige wurden nur zugeschüttet oder offengelassen und der Witterung ausgesetzt. Heute erinnert nahezu nichts mehr an dieses Transportmittel. Es existieren jedoch ganz vereinzelt noch Gleisreste im Zoo und an den angrenzenden Straßen. Dass es jemals auf dem Eschberg eine Seilbahn gab, ist vielen Anwohnern unbekannt.